# Signal de la Mère Boitier
Le signal de la Mère Boitier est un sommet situé sur la commune de Tramayes en Saône-et-Loire, dans la région Bourgogne-Franche-Comté du sud. Du haut de ses 758 mètres, il est l'un des points culminants des monts du Mâconnais, avec le mont Saint-Cyr dont le sommet se situe à Montmelard, sur la bordure orientale du Massif central.
Il s'appelait autrefois la mure Boitier, le toponyme mure pouvant désigner un site anciennement peuplé[réf. nécessaire]. Une légende dit aussi que le nom donné à ce sommet viendrait du nom d'une aubergiste locale assassinée à une époque où l'on voyageait encore en diligences[réf. nécessaire].

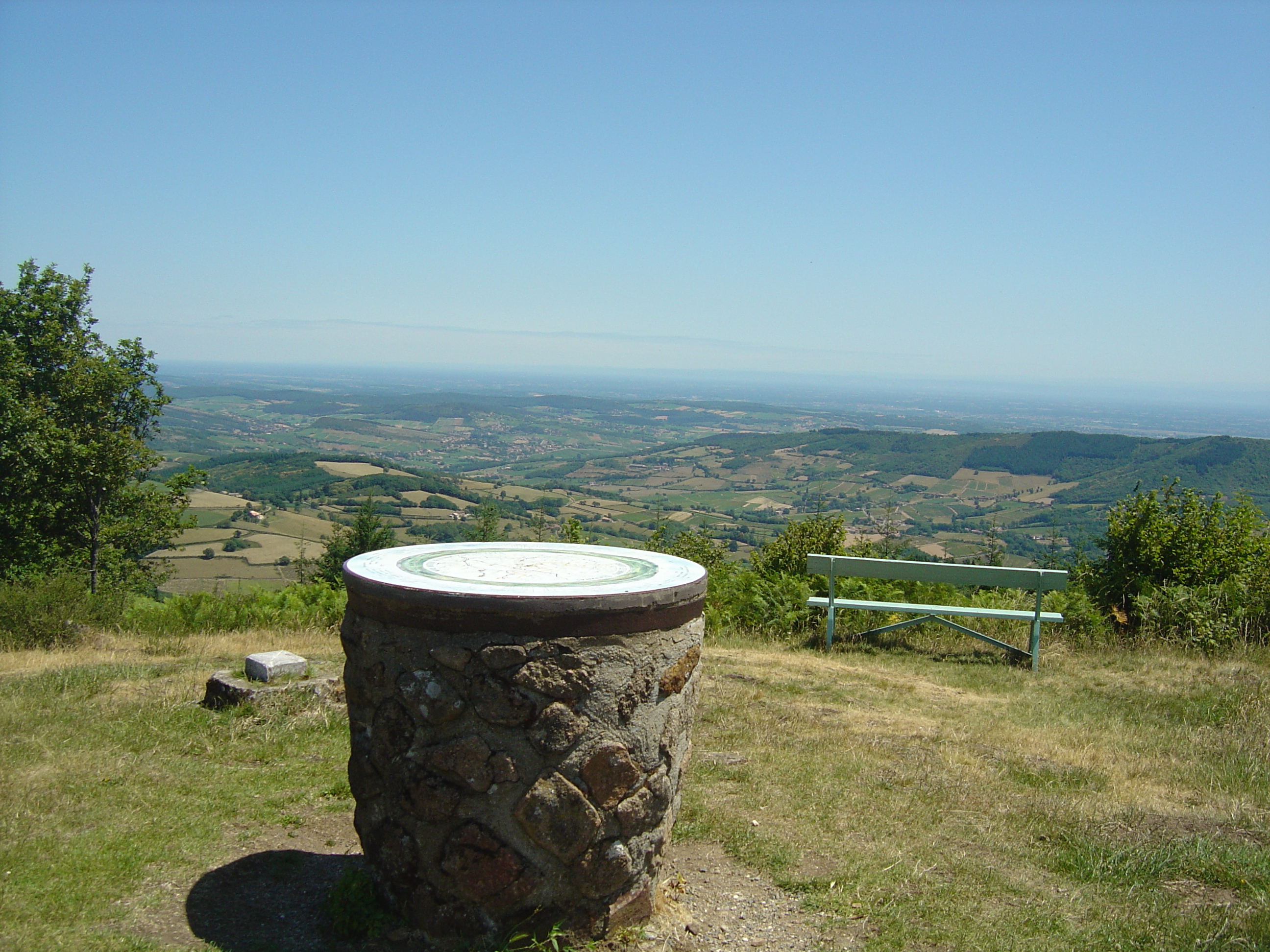
Table d'orientation et borne géodésique au sommet

Depuis la table d'orientation, qu'on atteint par un sentier assez raide, on découvre un panorama étendu sur la Bresse, le Beaujolais et les monts du Mâconnais, avec leurs talus abrupts tournés vers l'ouest et leurs flancs en pente douce orientés à l'est. Sous le sommet se situe une aire de pique-nique et le sentier des « dessous de la mère boitier », long de 1,6 kilomètre.
Ce sommet surplombe la région sur un rayon minimum de 6 kilomètres, distance à laquelle on rencontre un sommet plus élevé (759 m) appartenant aux monts du Beaujolais (commune de Saint-Jacques-des-Arrêts).
Il a donné son nom à la communauté de communes Saint-Cyr Mère Boitier entre Charolais et Mâconnais.

## Anecdotes
- La fanfare de Tramayes a pour nom Les enfants de la Mère Boitier.
- Un circuit de randonnée à VTT se nomme la Trans de la mère Boitier (http://cyclo.club.tramayon.free.fr).
- Par beau temps il est possible de voir le mont Blanc à l'est.